# Guillaume de Paris
Pour les articles homonymes, voir Guillaume de Paris (homonymie) et Saint Guillaume.
Guillaume de Paris ou Guillaume d'Æbelholt, Guillaume d'Eskill, Guillaume du Paraclet (vers 1125 - 6 avril 1203) est un ecclésiastique français augustin d'esprit victorin ayant participé à l'Église du Danemark, devenant même l'une de ses principales personnalités.
Il appartenait à une famille noble française, et devint chanoine séculier à l'abbaye Sainte-Geneviève-du-Mont à Paris, puis, après la réforme de Suger, chanoine régulier. Il était devenu sous-prieur quand l'évêque Absalon de Lund en Scanie, qui avait entendu parler de sa sainteté, envoya Saxo Grammaticus à Paris pour lui demander son aide afin de restaurer la discipline religieuse dans son diocèse. Le saint accepta et devint abbé d'Eskilsø (da) (dans l'actuel Danemark), où il réussit à faire revenir les religieux à l'observance primitive de leur règle.
Il fut canonisé peu de temps après sa mort, le 12 février 1224 ; sa fête est célébrée le 6 avril.

## Biographie

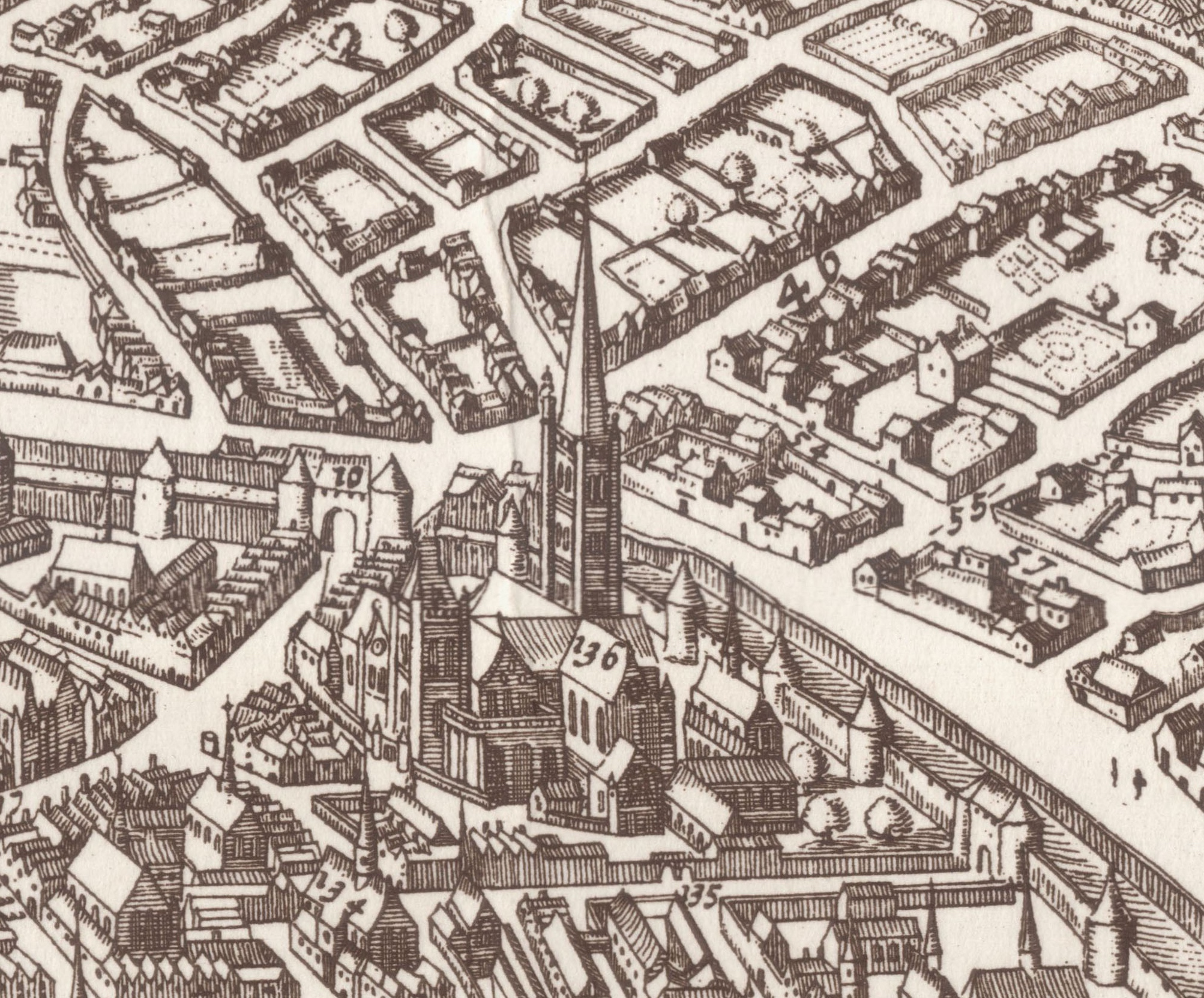
L'abbaye Sainte-Geneviève de Paris en 1618, Claes Jansz Visscher.

Il fut instruit par son oncle Hugues IV de Saint-Denis, quarante-deuxième abbé de l'abbaye de Saint-Germain-des-Prés à Paris et, ayant été ordonné sous-diacre, reçut un canonicat à l'abbaye Sainte-Geneviève-du-Mont. Sa jeune vie d'exemplarité ne convint pas à tous ses collègues chanoines, et certains essayèrent de se débarrasser de sa présence et même, en le diffamant, d'empêcher son ordination au diaconat par l'évêque de Paris. Guillaume obtint tout de même cette ordination de l'évêque de Senlis, grâce à l'appui de son oncle, et fut bientôt présenté par les chanoines au petit prieuré d'Épinay-sous-Sénart.
En 1148, suivant l'ordre du pape Eugène III, les chanoines séculiers de Sainte-Geneviève furent remplacés par d'autres du monastère parisien de Saint-Victor, dont le prieur, Odon, fut fait abbé de Sainte-Geneviève. Bientôt Guillaume rejoignit la nouvelle communauté, et en devint sous-prieur. À cette place, il montra un grand zèle pour la vie religieuse et, à une occasion, s'opposa à l'arrivée d'un nouveau prieur qui avait obtenu son poste de façon irrégulière ; cela lui valut d'être puni par l'abbé Garin, le successeur d'Odon, mais son action fut finalement approuvée par le pape Alexandre III.

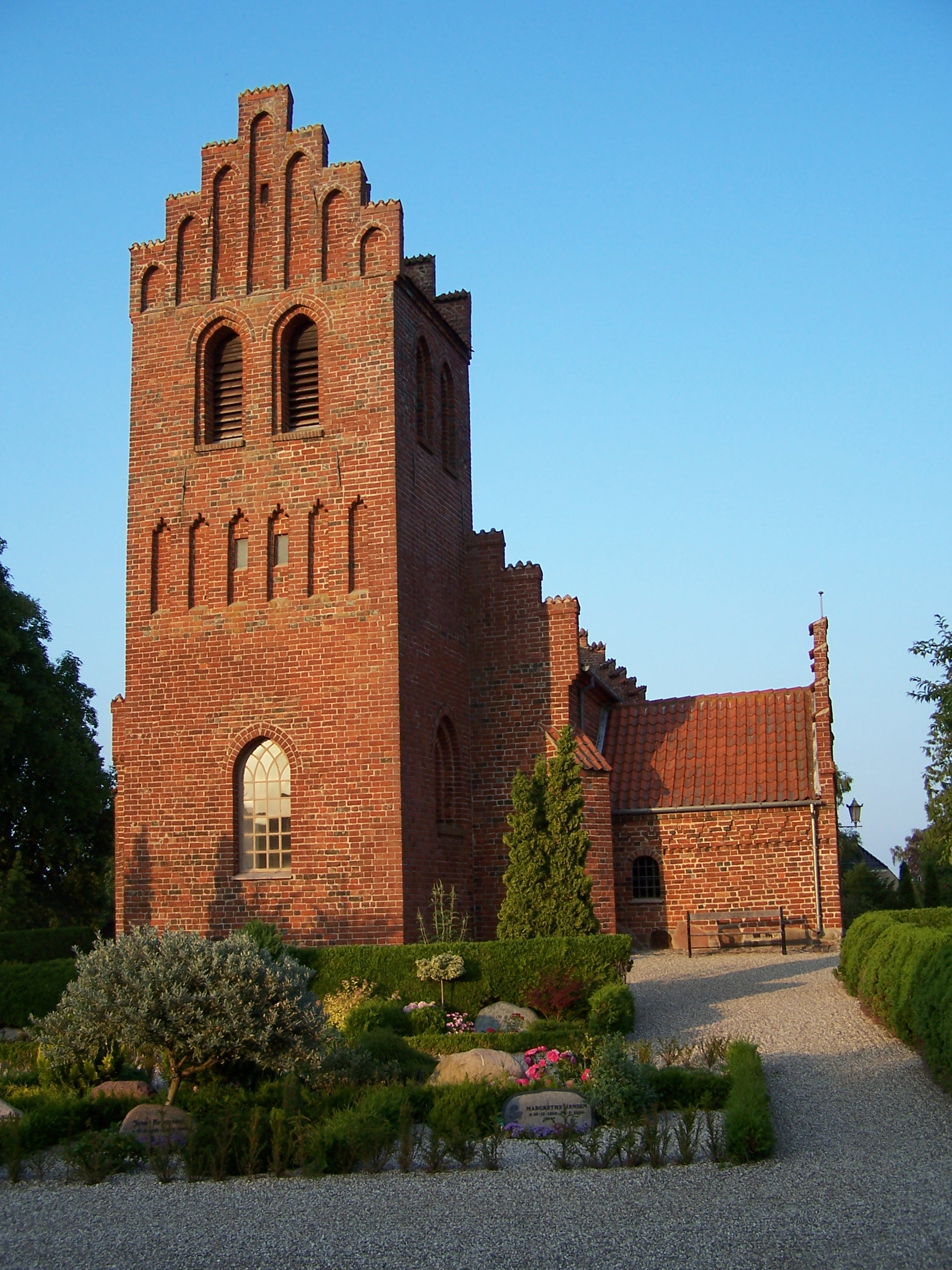
L'église de l'ancienne abbaye augustinienne d'Æbelholt, Hillerød, région Hovedstaden, Danemark.

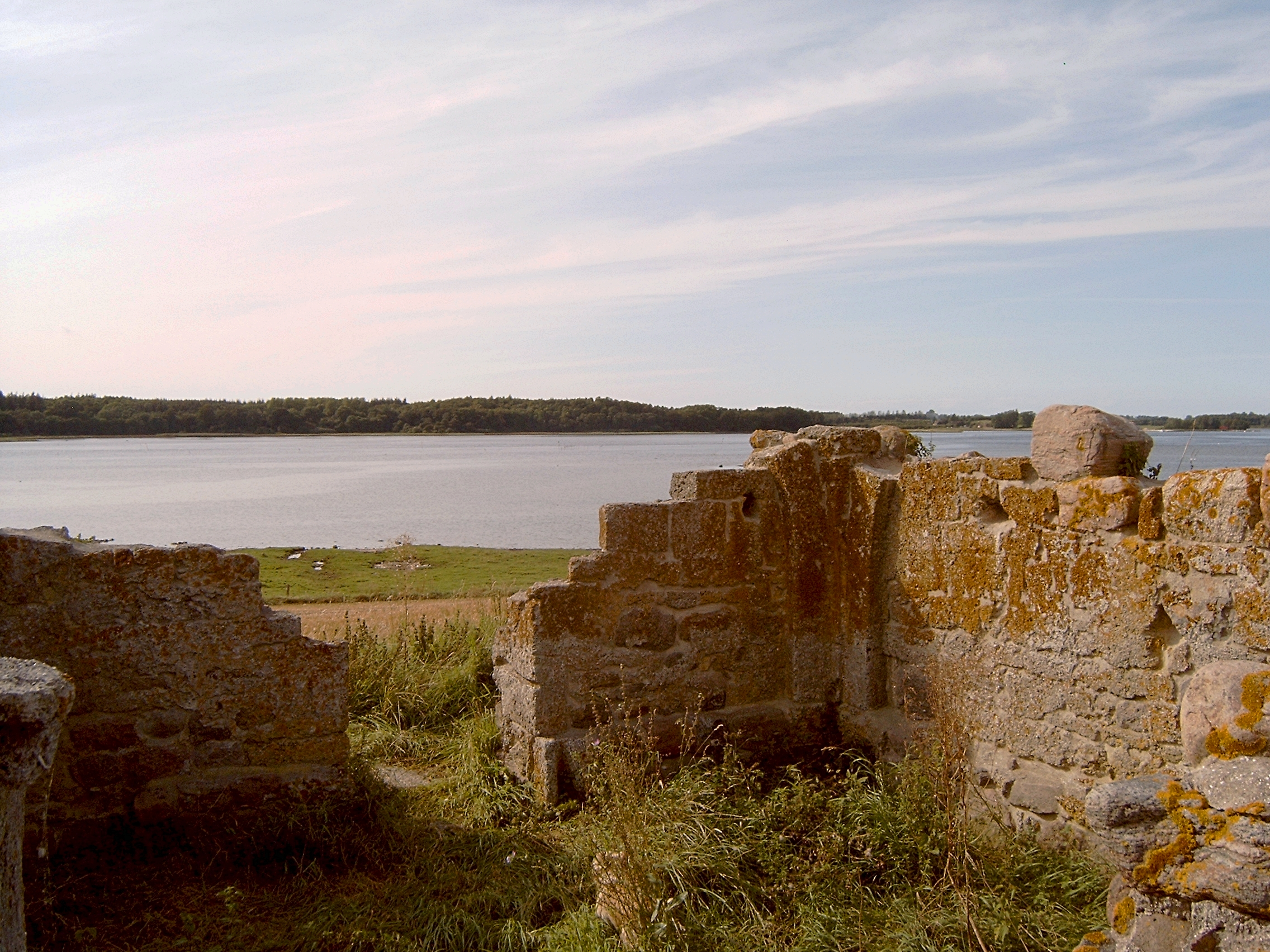
Vestiges du monastère d’Eskilsø.

En 1161, Absalon, évêque de Roskilde, au Danemark, envoya à Paris le prévôt de sa cathédrale pour obtenir des chanoines réguliers chargés de réformer le monastère Saint-Thomas d'Eskilsø (da). En 1165, Guillaume fit le voyage au Danemark avec trois compagnons et devint abbé de cette maison. Malgré les difficultés dues aux laisser-aller des quelques religieux relativement âgés et plutôt hostiles à ses directives, aux conditions climatiques, à quatre incendies consécutifs (les bâtiments étaient d'abord en bois), et au retour des frères français, il réforma le monastère et, en 1175, le transféra en Seeland à Æbelholt, en le surnommant le Paraclet. Ainsi Guillaume se voulait serviteur des serviteurs de Dieu qui mettaient principalement l'accent sur le salut des âmes et le soutien aux pauvres. Il contribua au renouveau spirituel de son établissement avec une influence notable sur plusieurs autres, et à la diffusion de ses connaissances incitant de jeunes danois à venir étudier à Paris, à l'image de Peder Sunesen (da), futur évêque de Roskilde. Il fit également croître un verger et un potager qui devinrent des exemples pour les cultivateurs de la région.  
Il lui fut confié d'importantes affaires par Absalon, à présent archevêque de Lund, et il intervint dans l'affaire où le roi Philippe-Auguste essaya de répudier sa femme Ingeburge (1174-1236), fille de Valdemar Ier de Danemark dès le lendemain de la cérémonie. Au nom de sa sœur, le roi Knut VI l'envoya en 1194 avec le chancelier Anders Sunesen à Rome, où ils réussirent à convaincre le pape Célestin III que le tableau généalogique présenté pour annuler le mariage  était faux. Lorsque les envoyés danois arrivèrent en France, ils furent retenus prisonniers pendant six semaines par le duc de Bourgogne, avant que des amis clercs ne les fassent libérer pour leur permettre de retourner au Danemark. Le pape annula officiellement la répudiation le 13 mars 1195, ce qui n'empêcha pas Philippe Auguste d'épouser Agnès de Méranie le 1er juin 1196, et de rendre Ingeburge prisonnière avant de la rétablir en 1213.   
La généalogie des rois danois qu'il a dressée à cette occasion pour réfuter l'empêchement allégué de consanguinité, et deux livres de ses lettres, dont certaines traitent de cette affaire, nous sont parvenus en même temps qu'un récit probablement authentique sur l'invention des reliques de sainte Geneviève en 1161, et quelques chartes se rapportant à son monastère, peuvent être trouvées dans P.L., CCIX. Un compte de ses miracles est donné dans sa Vita écrite par un de ses jeunes disciples.

## Postérité

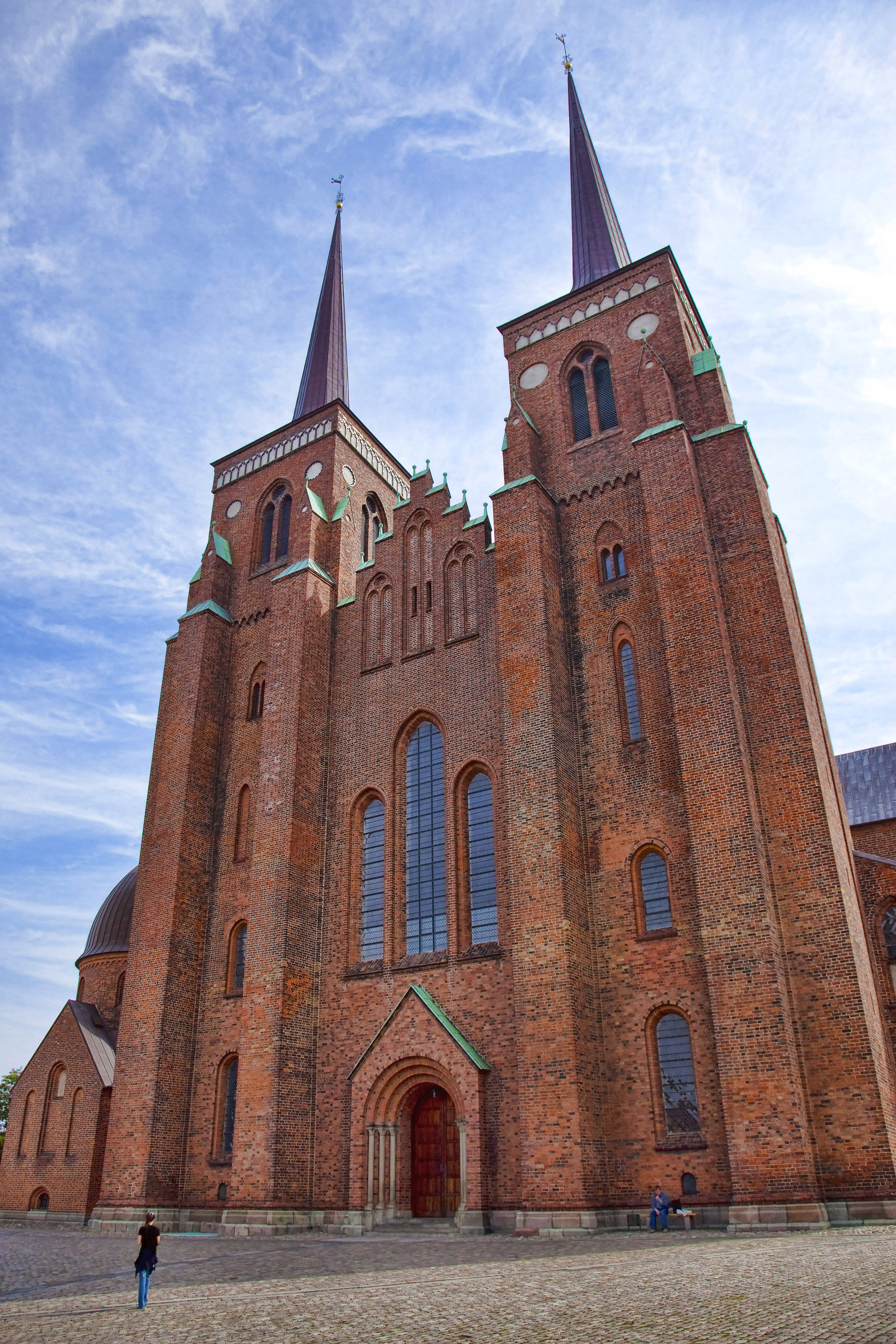
La cathédrale de Roskilde.

L'abbé Guillaume est mort un dimanche de Pâques, le 6 avril 1203, vers l'âge de 77 ans. Les miracles sur sa tombe et en rapport avec ses reliques attirèrent de nombreux pèlerins, et l'abbaye est devenue la plus grande maison augustinienne du Nord. En 1210, la liste des miracles et des signes enregistrés était si longue, qu'Anders Sunesen, archevêque de Lund, demanda au pape Honorius III de le canoniser. En 1219, celui-ci demanda à plusieurs évêques d'enquêter sur ces allégations pour ce faire.
Seulement quelques années plus tard, en 1224, il fut canonisé sous la forme allemande de son nom : Wilhelm. Lord d'une grande cérémonie, le 16 juin 1238, son corps a été transféré pour reposer à l'intérieur du maître-autel de la nouvelle église abbatiale. Une petite chapelle séparée a été construite sur son ancienne tombe, afin que les pèlerins puissent la visiter sans déranger les moines. Avec le temps, des reliques de saint Guillaume/Wilhelm ont été données  à la cathédrale de Roskilde, à la cathédrale de Lund, à la cathédrale Notre-Dame de Copenhague (Vor Frue Kirke), ainsi qu'à l'église du Saint-Esprit, également à Copenhague.
La vie de Guillaume de Paris a été conservée par une collection de 108 lettres adressées à diverses personnes comme le roi, le pape, des abbés et des évêques, Absalon en particulier, Epistolœ Abbatis Willelmi de Paraclito, qui n'existe que sous la forme d'une série de copies du XVIe au XVIIIe siècle, et d'uneVita (Wilhelmi Abbatis Vita) probablement écrite à la fin des années 1210  et signée de l'abbé Wilhelm Levned.

## Source
- (en) Cet article est partiellement ou en totalité issu de l’article de Wikipédia en anglais intitulé « William of Æbelholt » (voir la liste des auteurs).